# ヘルプ 心がつなぐストーリー
『ヘルプ 心がつなぐストーリー』（The Help）は、キャスリン・ストケットによる2009年のアメリカ合衆国の小説である。1960年代にミシシッピ州ジャクソンの白人の家庭で働くアフリカ系アメリカ人のメイドの物語である。日本語版は2012年2月に集英社文庫より発売された。
『USAトゥデイ』の記事で本作は2009年の「夏のスリーパー・ヒット」のひとつであると言われた。
ストケットにとって本作は処女作であり、完成までに約5年を要し、最終的にスーザン・レマーが代理することに決まる以前に60名のエージェントに拒否されていた。 2010年5月時点で3ヶ国語で翻訳され、35カ国で出版されている。2011年8月時点で500万部を売上げ、ニューヨーク・タイムズのベストセラーには100週以上入り続けた。
The Help's オーディオブック版ではジェナ・ラーミア、バーニ・ターピン、オクタヴィア・スペンサー、カサンドラ・キャンベルがナレーターを務めている。元々ストケットはスペンサーからミニーのインスピレーションを得ていた。

## あらすじ
エイバリーン（Aibileen）、ミニー（Minny）、スキーター（Skeeter）の3人の女性の友情の物語。舞台は1960年代初頭、黒人差別が色濃く残るアメリカ合衆国南部ミシシッピ州ジャクソン。物語は一章を除き、3人の視点から交互に語られる。スキーターは裕福な白人家庭の出身で作家になることを夢見ている。父は多くの黒人を雇って綿花業を営んでいる。黒人メイドのエイバリーンは、数多くの白人家庭で掃除や子どもの世話をしてきた。24歳の一人息子を事故で亡くしたショックから仕事を休んでいたが、再開してリーフォルト（Leefolt）家で2歳になるメイ・モブリー（Mae Mobley）の世話をするようになった。ミニーはエイバリーンの親友で、料理の腕前は確かなのに口癖が悪いことからいつも雇い主とトラブルを起こし、19回もの解雇歴のある黒人メイド。暴力的な夫とたくさんの子どもを抱えて、今は耳が悪いウォルターズ夫人（Mrs. Walters）に仕えている。ウォルターズ夫人の娘で、地元婦人会ジュニアリーグ（en:Junior League）の会長でもあるヒリー・ホルブルック（Hilly Holbrook）が物語の悪役で、3人と激しく対立することになる。
スキーターは自分を大事に育ててくれた黒人メイドのカンスタンティーン（Constantine）を子どものころから慕っていて、大学に入学して実家を離れても文通を続けていた。最後の手紙には大学を卒業して帰ってきたら見せたいものがあると書いてあり、再開を楽しみにしていたが、実家にはカンスタンティーンの姿はどこにもない。娘がいつ結婚するのかだけに気をもんでいる母は、カンスタンティーンはシカゴの家族と一緒に住むために突然仕事を辞めた、としか言わず、それ以上詳しいことは教えてくれない。いったい彼女に何が起きたのか突き止めようとするが、誰も教えようとはしない。
スキーターは友人であり、メイ・モブリーの母でもあるエリザベス（Elizabeth）の家で、ヒリーとその母ウォルターズ夫人と毎週トランプゲームの会をもっていた。あるときヒリーが、各家庭は黒人メイドのために別のトイレをつくるべきだと主張して、スキーターにジュニアリーグの会報誌にキャンペーン記事を掲載するよう依頼する。スキーターは嫌悪感を覚え、友人の黒人メイドたちが白人とはまったく異なる扱いを受けていることに気づく。スキーターはニューヨークの女性編集者から本心から書きたいテーマを探すことをアドバイスされ、黒人メイドの視点から黒人メイドの世界と雇い主の白人の本当の姿を描くことを決心する。そのためには黒人メイドに取材する必要があったが、白人と黒人の交わりが忌避され人種隔離政策が採られていた南部では、それはリスクが高い大変困難な事業であった。スキーターになかなか心を開かないエイバリーンであったが、エリザベスがエイバリーン専用のトイレを作ったのをきっかけに、スキーターの取材に応じることになった。ヒリーに解雇されて別の白人女性に仕えるようになったミニーもエイバリーンの姿を見て協力するようなる。スキーターは苦労しながらも黒人メイドたちの信頼を徐々に獲得し、また黒人メイドたちもあまりにひどい不当な扱いに自発的に協力するようになり、原稿はついに完成した。その過程でスキーターはカンスタンティーンに何が起きたかも突き止める。一方、執筆の代償はスキーターにとっても大きく、白人の友人と婚約者すべてを失ってしまう。
出版されるとスキーターの本は大きな反響を呼んだ。地名や人名は仮名にしてあったため、ヒリーは犯人探しを始め、友人たちに黒人メイドを解雇するよう差し向けた。本のおかげでニューヨークの出版社に就職が内定したスキーターは、そんな黒人メイドたちが気がかりではあったものの、エイバリーンにジャクソンには何も残っていないという助言を受けてニューヨーク行きを決心する。ヒリーの差し金で解雇されたミニーの夫は、怒ってミニーを殺そうとする。命からがら逃げ出したミニーはエイバリーンと電話で会話し、夫から自立して生きていくことを決心する。エイバリーンもヒリーの謀略にはまりエリザベスに解雇され、愛するメイ・モブリーと涙の別れをすることになるが、帰るバスの中でどうやって人生をやり直すか考える。登場人物たちは本の執筆を通して、二人の女性の間には何も分け隔てるものがないこと、お互いを理解しあえることを知る。

## 映画化
2009年12月、『バラエティ』誌はクリス・コロンバス、マイケル・バーナサン、マーク・ラドクリフのプロデュースにより映画化されると報じた。2010年10月13日、ドリームワークスは2011年8月10日に公開すると発表した。